# Емануель Гайбель
Емануель фон Гайбель (17 жовтня 1815 — 6 квітня 1884) — німецький поет і драматург.

## Біографія
Гайбель народився в Любеку в родині пастора. Спочатку він пішов шляхом свого батька і навчався в Бонні та Берліні, але його справжні інтереси полягали не в теології, а в класичній і романській філології. У 1838 році він прийняв наставництво в Афінах, де залишався до 1840 року. Того ж року він разом зі своїм другом Ернстом Курціусом опублікував збірку перекладів з грецької. Його перші вірші були опубліковані в томі під назвою Zeitstimmen у 1841 році. У 1842 році він вступив на службу до короля Пруссії Фрідріха-Вільгельма IV з річною стипендією 300 талерів; під опікою якого він написав трагедії «König Roderich» (1843), «König Sigurds Brautfahrt» (1846), епос, «Juniuslieder» (1848), лірику в енергійнішому та мужнішому стилі, ніж його ранні вірші. 
У 1851 році Максиміліан II Баварський запросив Гайбеля до Мюнхена як почесного професора університету, тож він відмовився від своєї прусської стипендії. Перебуваючи в Мюнхені, він був у центрі літературного гуртка Die Krokodile (Товариство Крокодила), який займався традиційними формами. У 1852 році він одружився з Амандою Траммер і наступного року в них народилася донька Ада Марі Керолайн. Том Нові вірші (Neue Gedichte), опублікований у Мюнхені в 1857 році, який переважно складався з віршів на класичні теми, став свідченням зростання його майстерності. Цю низку поезій гідно завершив вірш «Листя пізньої осені» (Spätherbstblätter), опублікований у 1877 році. У 1869 році поет залишив Мюнхен і повернувся до Любека, де мешкав до самої смерті. 
Крім згаданих текстів, його твори включають дві трагедії, «Брунгільда» (1858, 5-е видання 1890) і «Софонісбе» (1869), а також переклади французької та іспанської популярної поезії («Spanisches Liederbuch» (1852), спільно з Паулем Гейзе). Гайбель починав як член групи політичних поетів, які стали провісниками революції 1848 року, пізніше він уже вітав створення Німецької імперії в 1871 році. Однак сила його таланту полягала не в його політичних піснях, а в суто ліричній поезії, такій як чудовий цикл «Ада» та його популярних піснях про кохання. Гайбеля нерідко називають провідним представником німецької лірики між 1848 і 1870 роками. 
Його вірш «Гарна Єлена» (Schön Ellen)поклав на музику Макс Брух. Йоганнес Брамс використав один із парафраз Гайбеля на іспанську поезію у другій зі своїх двох пісень для голосу, альта та фортепіано.

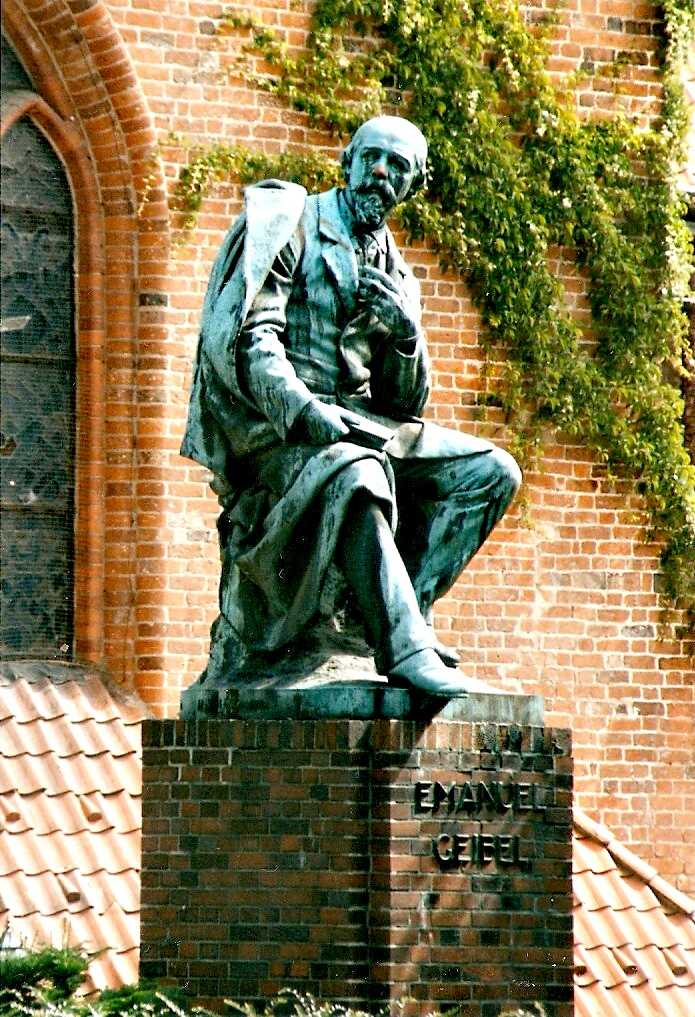
в Любеку

## Твори
- Gesammelte Werke опубліковано у 8 томах (1883, 4-е видання 1906)
- Gedichte витримало близько 130 видань.
- У 1904 році вийшло друком повне зібрання його віршів в одному томі.